# Serra da Saudade
Serra da Saudade é um município brasileiro do interior do estado de Minas Gerais, região Sudeste do país. Está localizado no Centro-Oeste de Minas.
Serra da Saudade possui dois bairros: o São Geraldo e o Centro. O município também possui uma Escola Municipal, um posto de saúde, um parque de exposições de feiras e eventos, uma creche, uma academia, uma praça de esportes, um ginásio poliesportivo, além de disponibilizar internet Wi-Fi em praças de lazer gratuito para a população. A cidade foi emancipada em 1963 do município de Dores do Indaiá e, desde então, mantém o ar de interior. A Festa do Peão e a Festa de Nossa Senhora do Rosário são os eventos mais tradicionais da cidade e da região.
Nas eleições de 2014, Serra da Saudade registrou 697 votos válidos, para um total de 822 habitantes. Nas mesmas eleições, Borá – segundo município menos populoso do Brasil – registrou 806 votos válidos, para um total de 835 habitantes.
Com 833 habitantes no Censo 2022 e 854 habitantes na estimativa de 2024, segundo o Instituto Brasileiro de Geografia e Estatística (IBGE), Serra da Saudade é o município com a menor população do Brasil.

## História
No sopé da Serra da Saudade do século XVIII, entre as pequenas propriedades havia também duas grandes fazendas: a fazenda do Rancho e a da Serra da Saudade. A primeira, cujo nome foi dado porque lá havia um rancho que abrigava para pernoite os viajantes e tropeiros, era de propriedade de Pedro Félix. Já a fazenda Serra da Saudade era de propriedade de Miguel de Furtado Mendonça. O nome da fazenda foi uma homenagem à grande serra que contornava a região e que já naquela época tinha o nome de Serra da Saudade. A propriedade tinha 1 925 hectares. Em 1882 foi dividida entre os vários herdeiros. A maior parte da fazenda ficou com José Lopes Rodrigues Júnior, que vendeu depois por setenta contos de réis para dois sócios, José Calixto Assunção e Joaquim Elias Pereira, com todas as benfeitorias. Depois, José Calixto comprou a parte do sócio. Depois de sua morte, a propriedade ficou para sua única filha, Maria Praxedes Assunção.
A Estrada de Ferro Paracatu, que ligaria Dores do Indaiá a Paracatu, passando pela fazenda Serra da Saudade começou a ser construída em 28 de dezembro de 1922. A ferrovia escoava café, madeira, gado e diamantes, porém esta nunca conseguiu chegar ao seu destino final, se limitando em Serra da Saudade. Naquela época, a fazenda do Rancho pertencia a José Zacarias Machado, que doou dois alqueires de terra para a construção da estação ferroviária. Em troca, a estação deveria ser chamada de Estação Melo Viana. Esta foi inaugurada em 22 de julho de 1925 e ao seu redor começaram a surgir as primeiras moradias dos funcionários da estrada de ferro, e também de alguns posseiros. Por volta daquele mesmo ano, Maria Praxedes doou também um alqueire para a construção da Igreja Nossa Senhora do Carmo e outras moradias foram construídas com a venda de mais lotes que pertenciam à sua fazenda. Surgiram também pequenas indústrias como uma produtora de fubá e de máquinas para beneficiar arroz, com mais ruas ao redor da praça principal onde estava a estação ferroviária. Décadas depois passaria também pelo então arraial de Melo Viana uma rodovia, a Belo Horizonte-Uberaba, trecho da futura rodovia federal BR-262. Com o desenvolvimento econômico da região, o povoado se expandiu com a instalação de mais pontos comerciais. Durante a década de 1930, a ferrovia que atravessava a região seria absorvida pela Rede Mineira de Viação, passando a ser denominada como Ramal de Paracatu. No entanto, com Segunda Guerra Mundial, que provocou uma crise econômica e racionamento de petróleo, as obras da rodovia foram paralisadas, e a estrada de ferro continuou a ser a opção para quem precisasse viajar, principalmente os tropeiros. Anos depois, as rodovias passaram a substituir as ferrovias e os trilhos da estrada de ferro que passava por Serra da Saudade seriam arrancados em 1969. Em 27 de dezembro de 1948 foi criado o distrito de Comendador Viana, antigo povoado de Estação Melo Viana. Estava subordinado ao município de Dores do Indaiá. Em 30 de dezembro de 1962 o distrito foi elevado à categoria de município, passando a se denominar Serra Saudade, sendo desmembrado de Dores do Indaiá. A sede do município foi instalada em 1.º de março de 1963, quando foi fundada a prefeitura municipal.

## Geografia
De acordo com a divisão regional vigente desde 2017, instituída pelo IBGE, o município pertence à Região Geográfica Imediata de Dores do Indaiá, que integra a Região Geográfica Intermediária de Divinópolis. Até então, com a vigência das divisões em microrregiões e mesorregiões, fazia parte da microrregião de Bom Despacho, que por sua vez estava incluída na mesorregião Central Mineira.
Os principais cursos de água que passam pelo município são o rio Indaiá, no limite com o município de São Gotardo, e o ribeirão dos Veados, que nasce na porção oriental da Serra da Saudade, que dá nome ao município. Ambos os rios são afluentes da margem esquerda do rio São Francisco.